# Hybos dnopheros
Hybos dnopheros är en tvåvingeart som beskrevs av Quate 1960. Hybos dnopheros ingår i släktet Hybos och familjen puckeldansflugor. Inga underarter finns listade i Catalogue of Life.